# Branch, Arkansas
Branch är en ort i Franklin County i delstaten Arkansas, USA.